# 城市钥匙

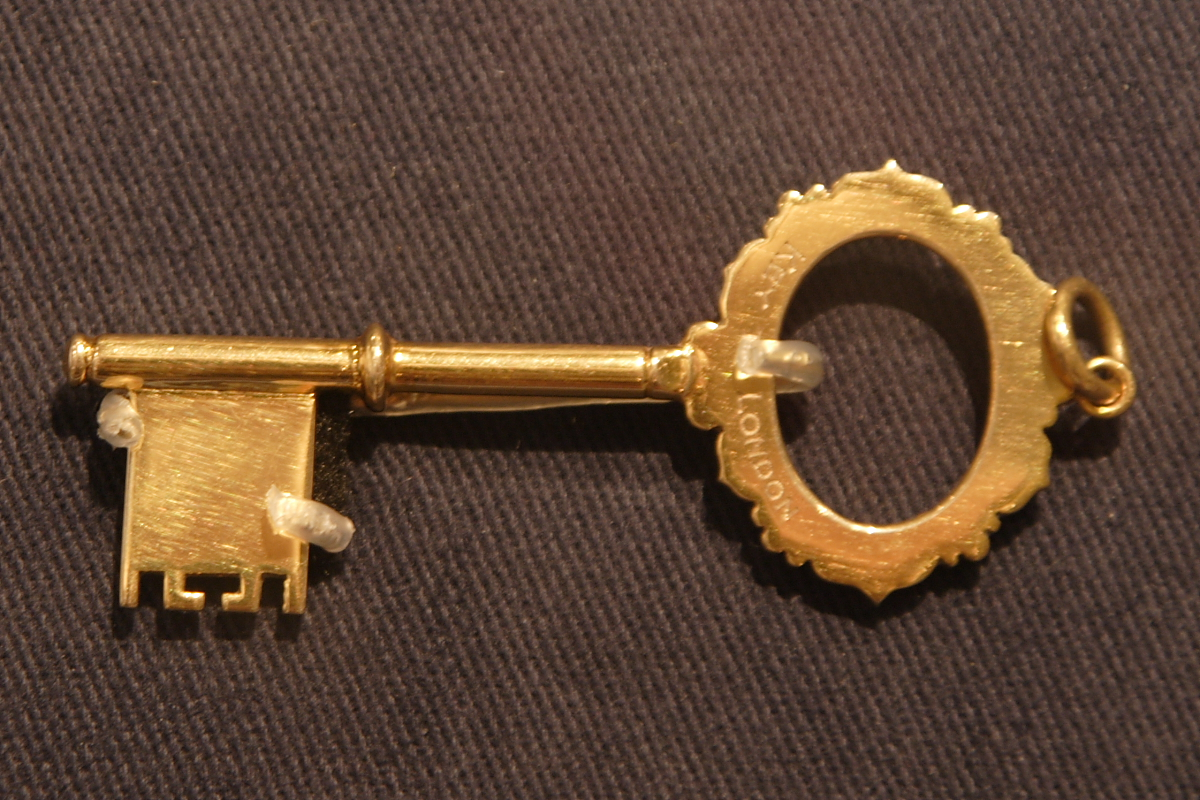

城市钥匙（英語：Key to the City），是一座城市赠予个人的一种荣誉礼物。它是由市政当局授予社区中有价值的成员，或来访名人的荣誉。起源于欧洲中世纪给予受尊重的公民从农奴制中获得自由，或向信任的雇佣兵组织授予可以“自由进出城市”的权利的传统，后来演变为城市向贵宾赠送装饰性的“钥匙”。
一般而言，城市钥匙授给来访的政要和友好城市，但有时也会授予媒体、艺人和体育明星。